# Melaleuca linariifolia
Melaleuca linariifolia là một loài thực vật có hoa trong Họ Đào kim nương. Loài này được Sm. mô tả khoa học đầu tiên năm 1797.

## Hình ảnh

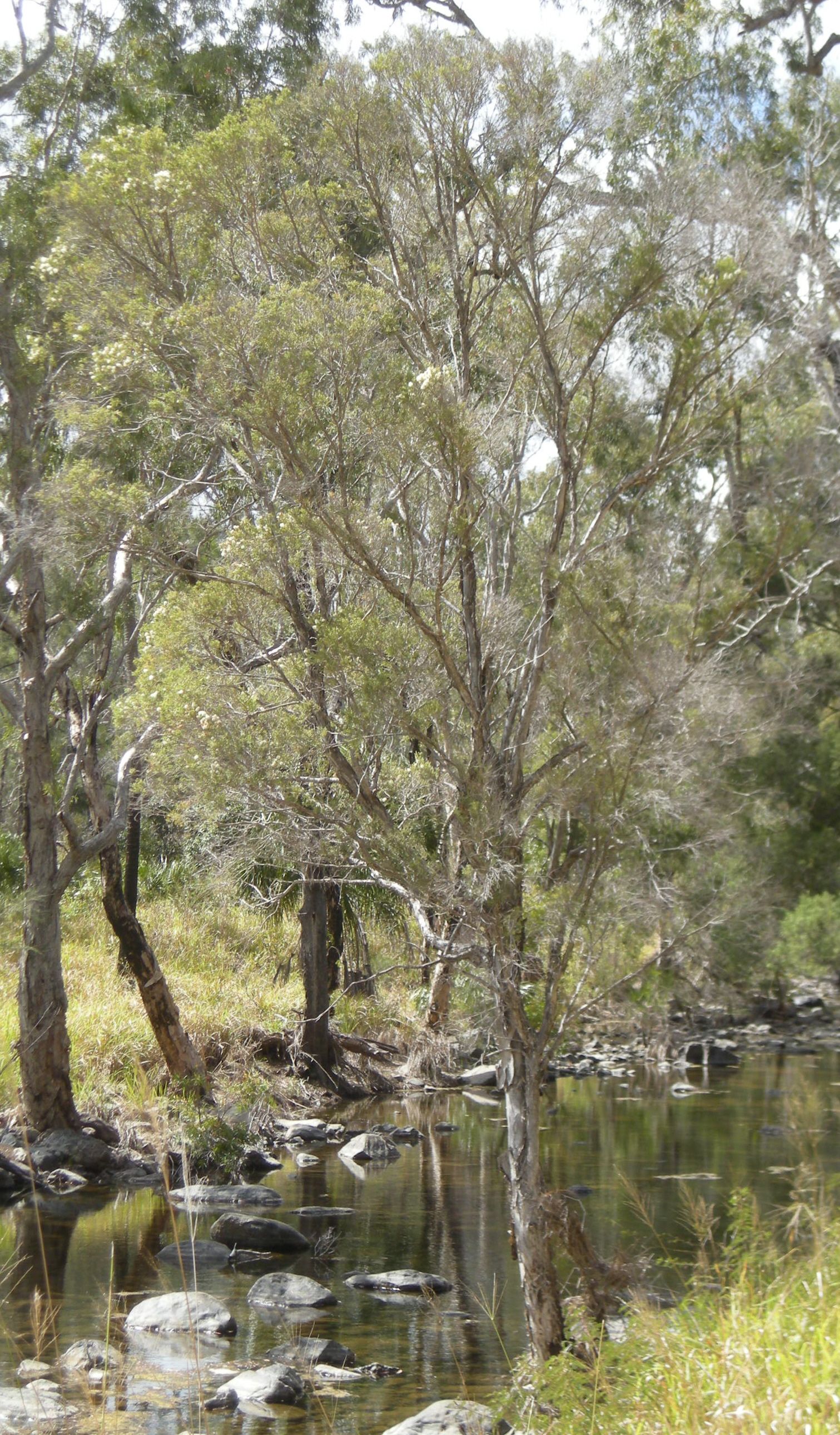
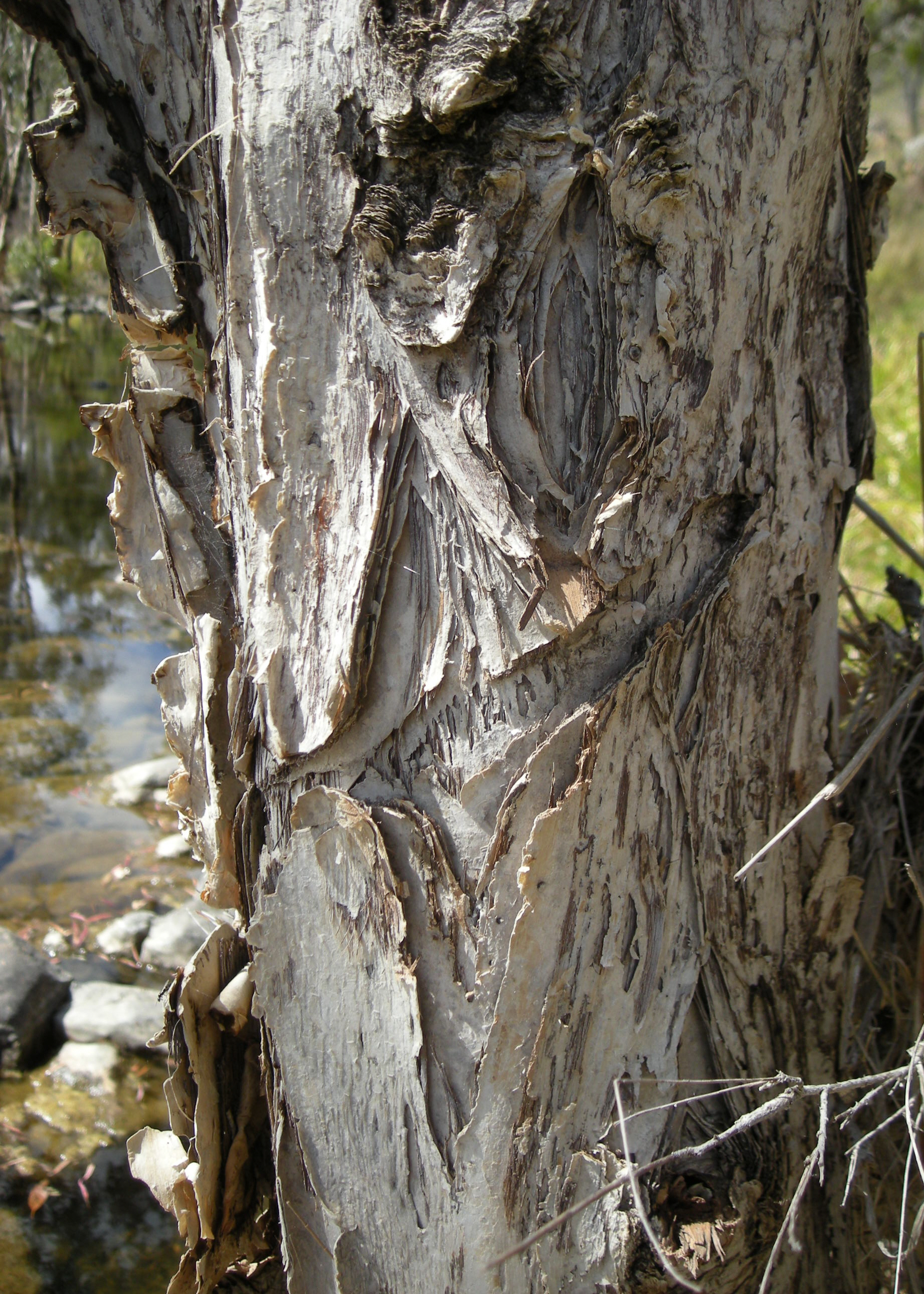
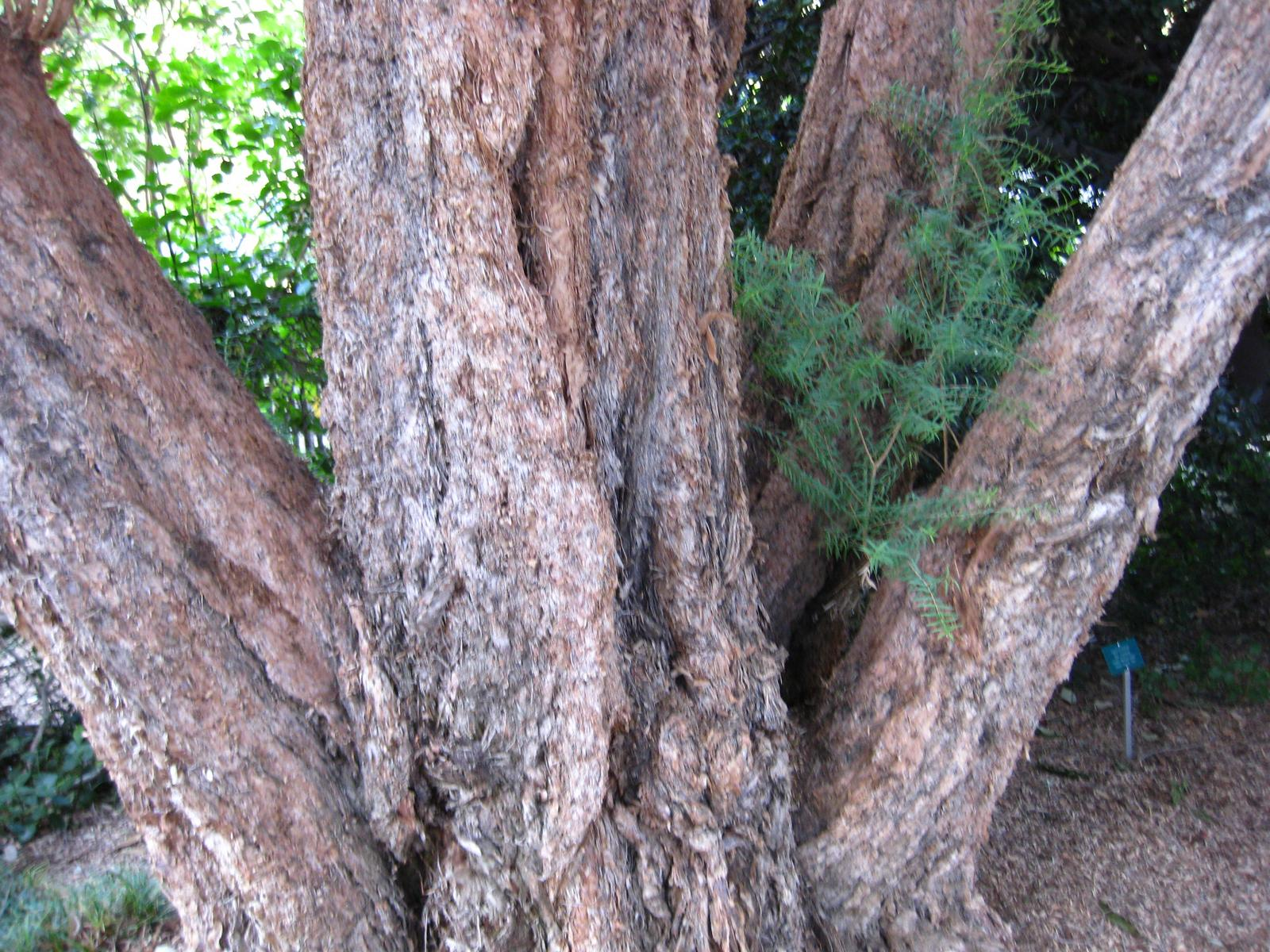
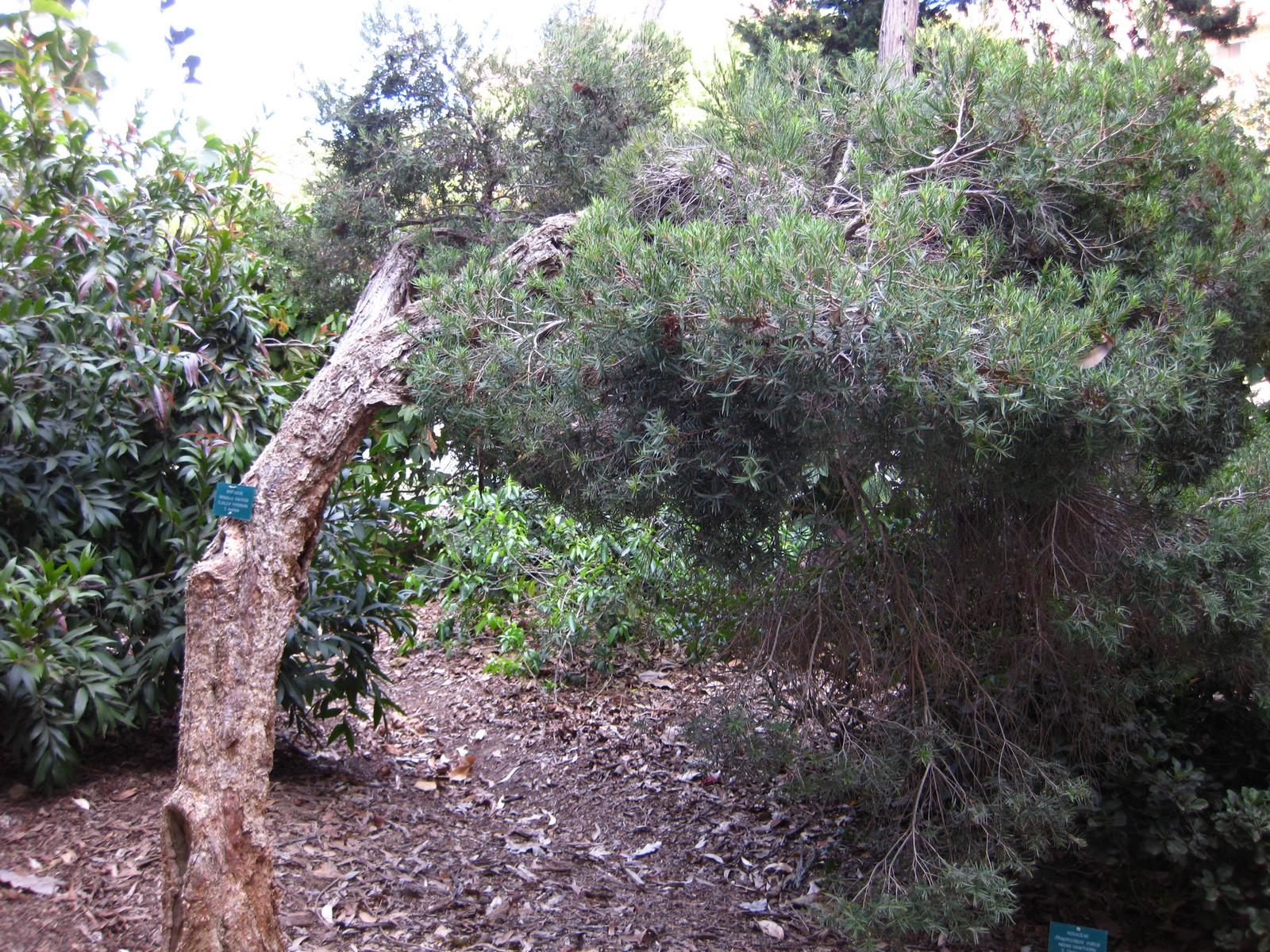